# Cucina tatara di Crimea
La cucina tatara di Crimea è l'espressione culinaria del popolo dei Tatari della Crimea. La sua diffusione non è circoscritta alla sola Crimea, ma in tutti i territori della diaspora tatara, come Russia, Turchia, Ucraina e Uzbekistan. Presenta comuni origini con la cucina dei tatari del Volga, ciò nonostante a differenza di quest'ultimi i Crimeani non consumano ne carne di cavallo ne il kumis, la bevanda ottenuta dalla fermentazione del latte di giumenta molto diffusa nelle cucine dell'Asia centrale.
A causa dell'esilio forzato dei tatari della Crimea in Uzbekistan iniziato nel 1944 e terminato solo alla fine della guerra fredda, la loro cucina ha subito notevoli influenze e influssi da quelle dell'Asia centrale. Piatti tipici uzbeki come la samsa, il naan o il pilaf sono ormai annoverati a tutti gli effetti tra le pietanze tatare di Crimea.

## Piatti tipici
- Çiberek, fagottino di forma triangolare, fritto e ripieno di carne e cipolle tritate. È considerato il piatto nazionale dei Tatari della Crimea ed è estremamente diffuso come street food in Russia ed Ucraina;
- Sarburma, pasticcio di carne arrotolato a forma di chiocciola;
- Yantik, identico al Chibureki. A differenza di quest'ultimo viene cotto alla piastra e non fritto;
- Tabak börek pasta ripiena di carne servita in brodo. Sono di fatto la versione tatara di Crimea dei Manti;
- Shurpa, zuppa a base di carne di manzo e montone con cipolle, fagioli e altre verdure;
- Bakla ash zuppa a base di piselli verdi o fagioli;
- Göbädiä torta nuziale con strati di carne, riso, uova tritate, uvetta e qurt;
- Köbete torta salata ripiena di pollo e riso a due strati. Esistono diverse varianti di questo piatto;
- Paklava